# 魏廷珍
魏廷珍（1669年—1756年），字君璧，直隸河間府景州人。清朝政治人物。

## 生平
康熙四十四年中舉人，康熙五十二年（1713年）癸巳恩科一甲三名進士（探花），授翰林院編修，升侍講，直南書房，擔任日講起居注官。康熙五十六年（1717年）升侍讀，康熙五十九年出任江南鄉試正考官，同年任詹事、內閣學士，管理兩淮鹽政。
雍正元年（1723年），巡撫湖南。歷任安徽、湖北巡撫。雍正九年升禮部尚書，次年任漕運總督，後署兩江總督。雍正十三年任兵部尚書，又改禮部。乾隆三年（1738年）任左都御史，次年任工部尚書。卒諡文簡。

## 著作
著作有《課忠堂詩鈔》及《伐蛟說 》。

## 延伸阅读
[在维基数据编辑]
 《清史稿·卷290》，出自趙爾巽《清史稿》